# Gentiana kunmingensis
Gentiana kunmingensis är en gentianaväxtart som beskrevs av Shang Wu Liu och T.N. Ho. Gentiana kunmingensis ingår i släktet gentianor, och familjen gentianaväxter. Inga underarter finns listade i Catalogue of Life.